# Oscar Fraulo
Oscar Fraulo, né le 6 décembre 2003 à Odense au Danemark, est un footballeur danois qui évolue au poste de milieu de terrain au FC Utrecht, en prêt du Borussia Mönchengladbach.

## Biographie

### En club
Né à Odense au Danemark, Oscar Fraulo commence le football dans le club local de l'Odense KS, qu'il rejoint en 2010. Il rejoint en août 2016 le FC Midtjylland, où il poursuit sa formation. En juillet 2021, il est pour la première fois intégré à l'équipe première du FCM.
Il est lancé dans le monde professionnel le 10 août 2021, lors d'une rencontre qualificative pour la Ligue des champions face au PSV Eindhoven,.
Le 24 juin 2022, Oscar Fraulo rejoint l'Allemagne pour s'engager en faveur du Borussia Mönchengladbach. Le jeune milieu de terrain de 18 ans s'engage pour un contrat courant jusqu'en juin 2026. Il ne joue pas un seul match avec l'équipe première du club lors de ses six premiers mois en Allemagne, étant seulement utilisé avec l'équipe réserve, mais il est alors vu avant tout comme un joueur d'avenir pour le Borussia.
Le 23 aout 2023, Oscar Fraulo est prêté au FC Utrecht pour une saison. Le club dispose d'une option d'achat sur le joueur.

### En sélection nationale
Oscar Fraulo compte quatre sélections avec l'équipe du Danemark des moins de 17 ans.

## Vie personnelle
Oscar Fraulo est originaire d'Italie, son père est né à Ravello avant de rejoindre le Danemark,,. Il a un grand frère Emil, et un autre cadet prénommé Gustav fréquentant également l'académie du FC Midtjylland.

## Palmarès
FC Midtjylland
- Coupe du Danemark
  - Vainqueur en 2022.